# Seznam evroposlancev iz Slovenije (2024–2029)
Seznam evropskih poslancev iz Slovenije v mandatu 2024–2029 zajema poslance, ki bodo izvoljeni na evropskih parlamentarnih volitvah v Sloveniji, dne 9. junija 2024. Slovenija ima od teh volitev dalje v evropskem parlamentu devet poslanskih mest.

## Seznam
| #  | Slika | Slika | Poslanec          | Stranka | Stranka                       | Evropska skupina              | Preferenčni glasovi | Delež preferenčnih od glasov liste | Število glasov liste |
| -- | ----- | ----- | ----------------- | ------- | ----------------------------- | ----------------------------- | ------------------- | ---------------------------------- | -------------------- |
| 1. |       |       | Romana Tomc       |         | Slovenska demokratska stranka | Evropska ljudska stranka      | 73.974              | 35,84 %                            | 206.386 (30,59 %)    |
| 2. |       |       | Milan Zver        |         | Slovenska demokratska stranka | Evropska ljudska stranka      | 15.963              | 7,73 %                             | 206.386 (30,59 %)    |
| 3. |       |       | Branko Grims      |         | Slovenska demokratska stranka | Evropska ljudska stranka      | 12.757              | 6,18 %                             | 206.386 (30,59 %)    |
| 4. |       |       | Zala Tomašič      |         | Slovenska demokratska stranka | Evropska ljudska stranka      | 26.934              | 13,05 %                            | 206.386 (30,59 %)    |
| 5. |       |       | Irena Joveva      |         | Gibanje Svoboda               | Renew Europe                  | 71.205              | 47,72 %                            | 149.200 (22,11 %)    |
| 6. |       |       | Marjan Šarec      |         | Gibanje Svoboda               | Renew Europe                  | 14.596              | 9,78 %                             | 149.200 (22,11 %)    |
| 7. |       |       | Vladimir Prebilič |         | VESNA - zelena stranka        | Evropska zelena stranka       | 52.541              | 73,98 %                            | 71.023 (10,53 %)     |
| 8. |       |       | Matjaž Nemec      |         | Socialni demokrati            | Stranka evropskih socialistov | 25.784              | 49,22 %                            | 52.390 (7,76 %)      |
| 9. |       |       | Matej Tonin       |         | Nova Slovenija                | Evropska ljudska stranka      | 16.799              | 32,42 %                            | 51.812 (7,68 %)      |